# 'Upa 'upa

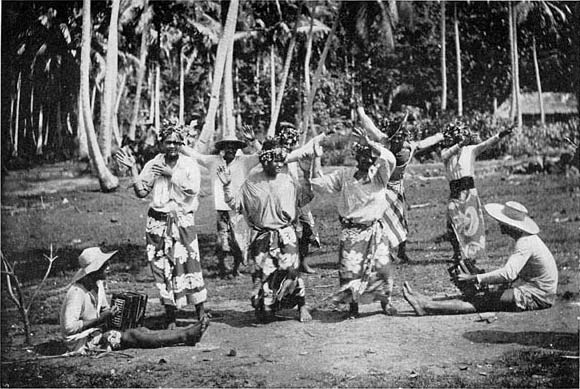
Entrainement de danse 'upa 'upa

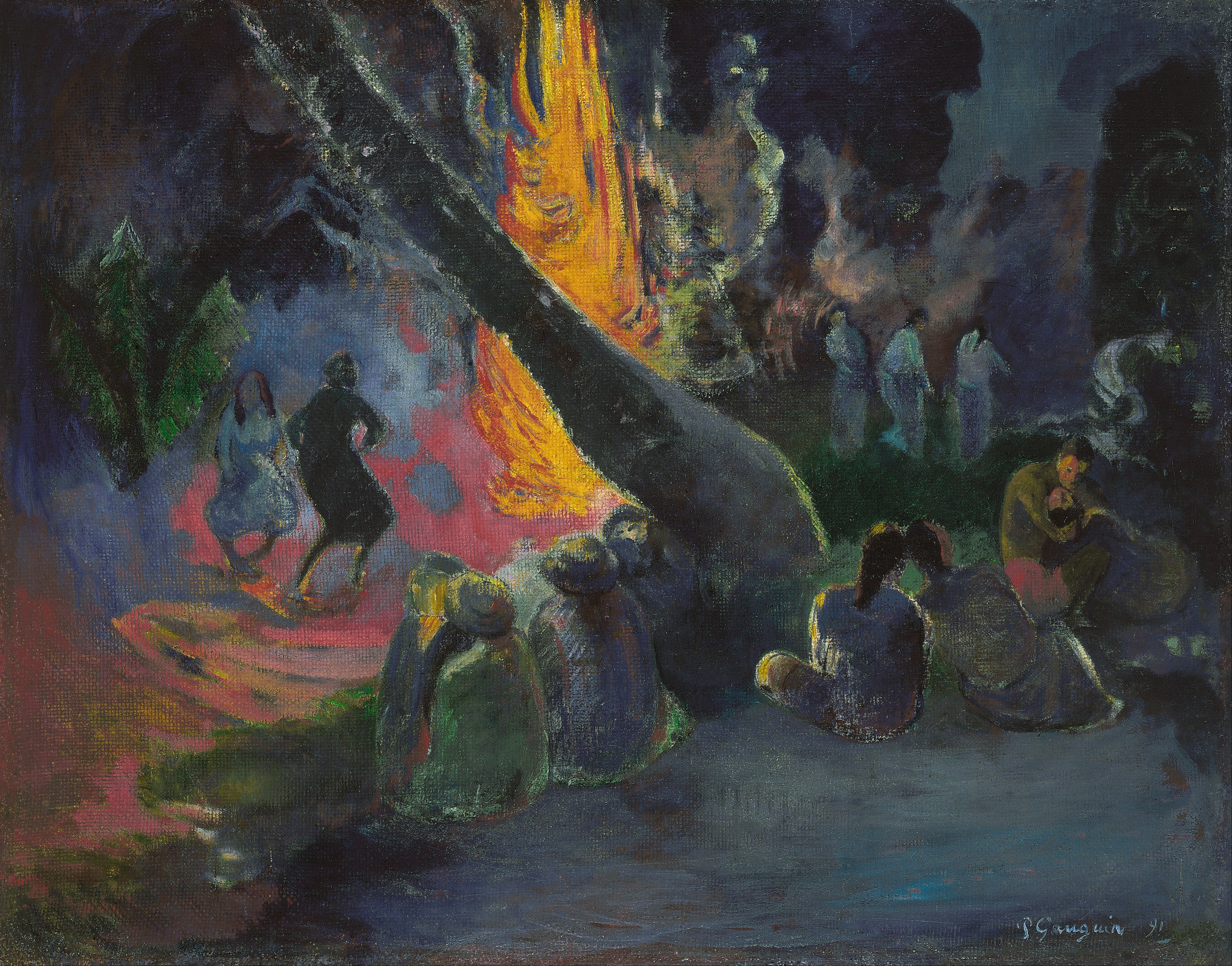
Paul Gauguin - Upa Upa, La danse du feu, 1891. Musée d'Israël.

’Upa ’upa (également appelé upa upa, upa-upa ou upaupa) est une danse traditionnelle tahitienne, ancêtre du tamure.
Dans les dictionnaires tahitiens, le mot Upa upa désigne de manière large une danse.

## Témoignages
Le missionnaire William Ellis de la London Missionary Society, décrit en 1829 l'upa upa des Areoï : 
« Upaupa était le nom de beaucoup de spectacles des Areoï. » 
Les Areoï, ou Arioi, étaient une confrérie vénérant les divinités de cochons sacrés Orotetefa et Urutetefa dont les membres voyageaient d’île en île pour apporter des divertissements aux populations locales avec des pantomimes, des chants et des danses.
Les spectacles upaupa consistaient en des chants et des danses rythmés par un meneur. Commençant sur un ton lent et mesuré, accompagnés de mouvements bizarres, les chants allaient ensuite en s’amplifiant jusqu’à atteindre le plus haut degré de surexcitation. Les danses, dirigées par un meneur de jeu, accompagnées de chants, de musique de flûtes et de tambours, duraient la plus grande partie de la nuit.
L'upaupa se prolongeait souvent pendant plusieurs jours et plusieurs nuits consécutifs. Une compagnie d’Areoï était généralement conviée pour aux festivités d'un mariage et l'upaupa commençait dès la veille des noces.
Dans Voyage aux îles du Grand Océan publié en 1837, l'explorateur Jacques-Antoine Moerenhout décrit des danses des Areoï, exécutées par les acteurs et spectateurs nus et représentant sans scrupule des scènes d'amour correspondant à la mythologie des Aréoïs montrant  dans une élégie poétique en action « tout ce que le génie de la volupté peut inventer de plus lascif ».
EN 1888, sous le pseudonyme de Monchoisy, Antoine Mathivet, directeur de l'intérieur des Établissements français de l'Océanie, publie un livre de témoignage sur Tahiti intitulé La Nouvelle Cythère. Le titre fait référence à Bougainville qui avait baptisé ainsi l'île dans son journal de navigation, le lendemain de son accueil à Tahiti le 6 avril 1768. Tout, selon lui, inspirait la volupté dans ce pays idyllique de l’amour et du plaisir auquel il donna le nom de « Nouvelle Cythère » en référence à l’île grecque de Cythère consacrée à Aphrodite. Monchoisy décrit la danse de l'upa-upa en ces termes : 
« L'upa-upa est une danse de bacchantes, une sorte de mimique passionnée et fougueuse où chaque geste a sa signification et une signification si accentuée que le ballet se termine quelquefois dans une étreinte amoureuse. Ce sont des mouvements des cuisses, des 'genoux et des reins, rapides et tournoyants, un secouement de tout l'être, avec des cris inarticulés, sur un accompagnement accompagnement monotone de flûte et de tambour. »

## Règlementation
Le Code tahitien de 1842, antérieur au protectorat français, énoncé par la reine Pōmare IV, interdit le upa-upa comme une danse qui occasionne le désordre et favorise la dissolution des mœurs de la jeunesse :  « La danse dite upa upa est interdite dans les îles ». 
Selon la nouvelle loi, les maisons destinées à réunir des gens pour faire des upa upa doivent immédiatement changer de destination et être transformées en maisons publiques pour la prière, l’école, des jugements ou des assemblées.
La danse défendue s’accompagnant généralement d'une forte consommation d'alcool, des contraventions pour fabrication de boissons fermentées sont souvent appliquées.
Cependant, dans Le mariage de Loti, l'écrivain Pierre Loti raconte comment, en 1872, des danses de upa-upa auxquelles il est convié ont lieu dans les jardins même de la reine : « La reine donnait un bal à l'état-major d'une frégate, qui par hasard passait. Dans le salon tout ouvert, étaient déjà rangés les fonctionnaires européens, les femmes de la cour, tout le personnel de la colonie, en habits de gala. En dehors, dans les jardins, c'était un grand tumulte, une grande confusion. Toutes les suivantes, toutes les jeunes femmes en robe de fête, et couronnées de fleurs, organisaient une immense upa-upa. Elles se préparaient à danser jusqu'au jour, pieds nus et au son du tam-tam, tandis que, chez la reine, on allait danser au piano, en bottines de satin. »
En 1845, le premier gouvernement français de Tahiti réautorise les danses 'upa 'upa qui avaient été interdites pour cause de lascivité.

## Dans la culture et les arts
Paul Gauguin a  peint en 1891 à Papeete ou juste après son arrivée à Mataiea, un tableau intitulé Upa Upa, La danse du feu. Ce tableau est conservé au Musée d'Israël.
Gauguin a également peint en 1894 un tableau intitulé Upaupa Schneklud connu sous le titre Le Violoncelliste, et représentant le musicien Frédéric-Guillaume Schneklud. Le tableau est conservé au Musée d'Art de Baltimore.
En 1913, Gaston Méliès, le frère de Georges Méliès, sort à New-York le film The «Upa Upa» Dance tourné à Rarotonga dans les Îles Cook en septembre 1912. Ce court-métrage documentaire accompagnait dans les salles sa comédie The Misfortunes of Mr. and Mrs. Mott on Their Trip to Tahiti. 
Le journaliste Philippe Lançon, blessé dans l'attentat contre Charlie Hebdo, évoque le rôle du mot Upa Upa dans la reconstruction de sa lèvre : « J’aime beaucoup ce mot, Upa Upa. C’est presque le cri du Marsupilami de Franquin, un Marsupilami espiègle, libertaire, indécent. J’ai l’impression qu’en le répétant, ma lèvre pourra retrouver ses muscles et se mettre à danser, elle aussi.»